# Harald Hagen
Harald Wilhelm Karl Hagen Jr. (ur. 15 marca 1902 w Oslo, zm. 24 maja 1972 tamże) – norweski żeglarz, olimpijczyk, zdobywca złotego medalu w regatach na Letnich Igrzyskach Olimpijskich w 1924 roku w Paryżu.
Na Letnich Igrzyskach Olimpijskich 1924 zdobył złoto w żeglarskiej klasie 8 metrów. Załogę jachtu Bera tworzyli również Rick Bockelie, Ingar Nielsen oraz ojciec i syn o nazwisku Carl Ringvold.